# Anisus vortex
Anisus vortex е вид коремоного от семейство Planorbidae.

## Разпространение
Видът е разпространен от Европа през Палеарктика до Сибир. Среща се в Белгия, Чехия, Германия, Великобритания, Ирландия, Холандия, Полша и Словакия.